# 6563 Steinheim
A 6563 Steinheim (ideiglenes jelöléssel 1991 XZ5) a Naprendszer kisbolygóövében található aszteroida. Freimut Börngen fedezte fel 1991. december 11-én.